# 청색미래당
청색미래당(핀란드어: Sininen tulevaisuus, SIN, 스웨덴어: Blå framtiden)은 핀란드의 보수 정당으로, 2017년에 유시 할라아호가 핀인당 정당 대표로 당선되면서 티모 소이니를 비롯한 18명의 의원들이 반발과 동시에 탈당하면서 대안당을 창당했다가 같은 해 7월에 현재의 명칭으로 변경했다. 그로 인해 핀인당은 연정에서 이탈과 동시에 야당이 되었고 중앙당, 국민연합당과 연정을 재구성했다.

## 같이 보기
- 핀란드의 정치